# Teatro sul Campidoglio
Il Teatro sul Campidoglio (ricordato sovente come Teatro Campidoglio o Teatro del Campidoglio) era un teatro ligneo eretto nel 1513 sull'allora inesistente piazza del Campidoglio, sul colle omonimo, per volere di papa Leone X.
Il teatro era stato concepito come provvisorio, ideato per festeggiare il conferimento della cittadinanza romana al fratello del papa, Giuliano de' Medici. Nonostante il carattere di provvisorietà, il progetto fu curato e idoneo ad ospitare un avvenimento di vasta risonanza.
L'architetto fu Pietro Rosselli, che ideò un edificio di forma rettangolare con sette ordini di gradinate su tre lati, per una capienza totale di 3000 persone. Non è escluso che le gradinate fossero disposte ad emiciclo. L'apparato scenografico fu curato da Baldassarre Peruzzi, con rappresentazioni pittoriche che celebravano l'avvenimento che si stava festeggiando rivisto in chiave storica.
Il teatro operò per due giorni: il 13 settembre 1513, giorno della cerimonia di cittadinanza, ed il giorno successivo, in cui si inscenò il Poenulus di Plauto.